# Rio Bedeni
O Rio Bedeni é um rio da Romênia afluente do Rio Pârâul Mare, localizado no distrito de Mureş.